# Henrik Petersson
Œuvres principales
- Problemlösningens grunder, 2013
- Undersökande matematik, 2017

Henrik Petersson (prononcé en suédois [hɛnːrɪk peːtɛɕɔnː]), né à Uppsala en Suède le 6 avril 1973, est un mathématicien, professeur en mathématiques et écrivain suédois. Petersson est professeur associé à l’École polytechnique Chalmers et travaille en tant que professeur agrégé en mathématiques au lycée de Hvitfeldtska à Göteborg. Il habite aujourd'hui Mölndal.

## Biographie
Né en 1973 à Uppsala, Henrik Petersson montre tôt un talent sportif, surtout pour la course et le ski nordique, dans lesquels il a reçu de nombreux prix. Notamment, il a couru le plus vite de tous les adolescents âgés de 14 ans lors de la course de 10 km de Lidingö (34.50, 1987), et son record actuel au semi-marathon est de 1 heure 07 minutes et 12 secondes (à Borås, 1994). Il a aussi été champion du district de Uppland en 1983 et 1985 et de Småland en 1986, 1987 et 1989. Ce n'est qu'à l'université qu'il découvre sa passion pour les mathématiques.
Il a obtenu son doctorat en mathématiques en 2001 et publie lorsqu'il travaillait à Chalmers entre 2005 et 2008 12 textes traitant différents domaines scientifiques. Ses recherches concernaient surtout la dynamique linéaire et la théorie opératoire avec une application théorique sur les fonctions.
En 2010 Petersson commence à enseigner au lycée de Hvitfeldtska, et publie en 2013 son livre Problemlösningens grunder qu'il utilise lors de son enseignement au lycée, lui valant sa renommée actuelle.
En 2019, il a publié deux livres nommés Avancera I et Avancera II, écrits dans le but d'être une alternative aux livres aujourd'hui utilisés dans l'enseignement mathématique du lycée ayant comme différence majeure le style qui se rapproche à celui des livres universitaires ainsi qu'une plus grande attention sur la solution de problèmes.

## Prestations en tant que professeur
Petersson enseigne les cours de problèmes mathématiques pour les mathématiques avancées au sein du lycée de Hvitfeldtska et au cours de mathématiques classiques pour la filière de science,. Il travaille notamment avec la classe de filière scientifique spécialisée en mathématiques, dédiée aux élèves possédant du talent et de l'intérêt pour cette matière, pour but de leur donner la possibilité de s'améliorer de manière qu'il éstime est impossible avec le système scolaire suédois actuel. 
Grâce à cette pédagogie, plusieurs de ses élèves se sont qualifiés dans de nombreux concours mathématiques nationaux et internationaux,. En effet plusieurs de ses élèves, sous sa supervision, se sont qualifiés dans nombreux concours de mathématiques, tel que la finale suédoise de sélection pour l'équipe nationale de l'Olympiade internationale de mathématiques. L’exemple le plus récent de cela vient de 2019, où quatre de ses élèves se sont qualifiés à la finale. 
En parallèle de son enseignement à Hvitfeldtska, il gère également une plateforme en ligne pour les lycéens intéressés par les mathématiques, le but étant de toucher tôt dans leur scolarité les personnes ayant du talent pour la matière de manière plus large qu'il ne serait possible en personne,. L'enseignement consiste en différents "modules" traitant différents domaines mathématiques, et son site en question a été financé grâce à la fondation Solstickan.